# Термострессовая конвекция

Скоростной профиль термострессовой конвекции между двумя непараллельными плоскостями с различными температурами.

Поле скоростей термострессовой конвекции между некоаксиальными цилиндрами.

Термостре́ссовая конве́кция — явление переноса газа или жидкости вследствие неоднородности температурного распределения. В отличие от обычной конвекции наблюдается в отсутствии гравитационных сил.

## Сущность явления
В классической газодинамике уравнения Навье — Стокса допускают явление конвекции лишь в присутствии силовых полей. Однако кинетическое рассмотрение обнаруживает зависимость между температурным полем и механическими потоками. Как и явление теплового скольжения, термострессовая конвекция убывает с первым порядком малости по числу Кнудсена. Избегая громоздких выражений, получаемых с помощью асимптотической теории, можно кратко записать, что макроскопическая скорость обуславливается температурными напряжениями:
{\displaystyle v_{i}=v_{i0}+v_{i1}\,\mathrm {Kn} +{\mathcal {O}}(\mathrm {Kn} ^{2}),\quad v_{i1}=f\left({\frac {\partial T}{\partial x_{j}}}{\frac {\partial T}{\partial x_{k}}},{\frac {\partial ^{2}T}{\partial x_{j}\partial x_{k}}}\right).}
Указанный недостаток уравнений Навье — Стокса объясняется заложенными в них линейными зависимостями между тензором напряжений и скоростью деформаций (закон Ньютона), а также вектором потока тепла и градиентом температуры (закон Фурье). Эти линейные связи следуют как из феноменологических рассмотрений, так и из термодинамики необратимых процессов при условии малости отклонения состояния среды от термодинамически равновесного. Кинетическое описание среды позволяет учесть также нелинейные члены, которыми при некоторых условиях нельзя пренебречь.
Термострессовая конвекция исчезает, если расстояние между изотермическими линиями остаётся постоянным вдоль них. Математически, это условие выглядит так:
{\displaystyle \operatorname {rot} \left[(\nabla T)^{2}\nabla T\right]=0.}
Или в тензорном виде:
{\displaystyle {\frac {\partial T}{\partial x_{i}}}{\frac {\partial }{\partial x_{j}}}\left({\frac {\partial T}{\partial x_{k}}}\right)^{2}={\frac {\partial T}{\partial x_{j}}}{\frac {\partial }{\partial x_{i}}}\left({\frac {\partial T}{\partial x_{k}}}\right)^{2}.}
Равенство верно, если изотермические поверхности параллельны друг другу или представляют из себя либо коаксиальные цилиндры, либо концентрические сферы.
Во всех остальных случаях вокруг равномерно нагретых до различных температур тел возникают стационарные потоки.

## История и исследователи
Джеймс Максвелл в 1878 году впервые рассмотрел влияние неоднородного распределения температуры на движение газа. Анализируя обнаруженный Уильямом Круксом радиометрический эффект, Максвелл высказал предположение, что одной из возможных причин этого эффекта являются температурные напряжения. При помощи построенной им кинетической теории он объяснил радиометрический эффект влиянием граничных условий, открыв тем самым явление теплового скольжения газа. Однако используя линеаризованные выражения для температурных напряжений, Максвелл сделал неправильный в общем случае вывод о невозможности обусловленного ими движения газа. По-видимому, именно этот результат Максвелла явился причиной того, что в течение десятилетий не было обращено внимание на возможность термострессовой конвекции газа.
Лишь практически век спустя в 1969 году нелинейный вклад температурных напряжений был учтён группой ЦАГИ под руководством Михаила Наумовича Когана на основе анализа членов старшего порядка в асимптотическом разложении уравнения Больцмана при малых числах Кнудсена и конечных числах Рейнольдса.

## Экспериментальное подтверждение
В 1990-х и начале 2000-х годов под руководством Оска́ра Гаврииловича Фридлендера (1939–2015) была проведена серия экспериментальных работ в вакуумной аэродинамической трубе ВАТ-2М ЦАГИ. Ключевой элемент измерительной установки — медная трубка постоянного диаметра, концы которой поддерживались при температуре 190 K, а середина охлаждалась до 80 K. Высокий градиент температуры вызывает нелинейные эффекты, поэтому если падение и возрастание температуры газа происходит с существенно различными градиентами, то внутри трубки возникает движущая термострессовая сила, а такая трубка становится насосом Кнудсена. Численное решение гидродинамических уравнений даёт противоположное направление течения при учёте термострессовых членов в уравнении импульса. Разница давлений, индуцируемая одной такой медной трубкой в эксперименте, оказалось не больше 10−4 торр, однако эффект может быть усилен на порядок при использовании каскада из 10 трубок. Таким образом, эксперимент подтвердил, что уравнения Навье — Стокса некорректно описывают медленные течения слаборазреженного газа при наличии сильной теплопередачи.